# Kalendarium powstania warszawskiego – 5 września

## 5 września, wtorek
Gmach PKO (ul. Jasna 9) został opuszczony przez Sztab Komendy Głównej AK i sztab komendy Okręgu Warszawa AK.

Z dziennika von dem Bacha:

Wczoraj rano zaczął się mój atak na południową część Śródmieścia. Niestety, nie posuwa się dobrze. Polacy walczą jak bohaterowie. Czas nagli ze względu na bolszewików, jednak nie daje się przyspieszyć.
Trwają intensywne ataki nieprzyjaciela na Powiśle. Piechota niemiecka obsadziła gmach Państwowego Zakładu Ubezpieczeń Wzajemnych przy ul. Kopernika. Następnie Niemcy zajęli ulice: Sewerynów, Oboźną i Leszczyńską, docierając do ul. Drewnianej. Utracono unieruchomioną poprzedniego dnia elektrownię, skąd po zaciekłych walkach został wyparty oddział kapitana „Cubryny”. Powstańcze zgrupowania broniące Powiśla były już poważnie wykrwawione, kończyła się również amunicja.
Na Powiślu esesmani z brygady Dirlewangera zamordowali tego dnia 152 polskich mężczyzn. Przez wiele lat sądzono błędnie, iż ofiarą masakry padli wzięci do niewoli żołnierze z kompanii porucznika "Poboga".
Major Stanisław Błaszczak, dowódca obrony Powiśla, świadomy dysproporcji sił i ciężkiej sytuacji dzielnicy, za pośrednictwem władz cywilnych zachęcił mieszkańców do przejścia przez linię Nowego Światu do Śródmieścia. W tym celu utworzono nowe przejścia i wzmocniono barykady osłaniające przepływ ludności.